# DMG Entertainment
Pour les articles homonymes, voir DMG.
DMG Entertainment est une société de production cinématographique en prises de vue réelles, première compagnie chinoise de films et de divertissements en 2013, à travers de multiples plateformes, telles que les films cinématographiques, la télévision, les formats digital et mobile.

## Historique
DMG Entertainment est une filiale de DMG Holdings créée en 1993, qui développe et investi des marques de concept à travers une variété d’industries telles que les médias, le divertissement, le talent et la gestion des droits, ou encore l’immobilier. DMG Holdings possède également la première agence de publicité chinoise en 2013 : DMG Media. Le chiffre d’affaires de la production de la publicité et du cinéma chez DMG Holdings a augmenté de 40 % par an entre 1995 et 2013.
L'américain Dan Mintz qui était autodidacte, sans emploi et qui ne connaissait pas un seul mot de mandarin lorsqu’il est arrivé à Pékin en 1990, s'est lié d'amitié à un expert financier du nom de Wenge Xiao, avec qui il s'associera 3 ans après pour créer DMG holdings. Les deux partenaires s'associeront un an plus tard avec un jeune producteur local, ancien gymnaste national ; Bing Wu, pour développer la branche cinématographique du groupe.
La comédie romantique sortie en 2010 intitulé Go Lala Go! et coproduit avec China Film Group, était déjà rentable avant sa sortie dans les salles, grâce à des sponsors comme les produits cosmétiques Dove et la marque automobile Mazda.
En 2011, la société avait déjà distribué sur le marché chinois des superproductions hollywoodiennes avec un très fort impact, telles que Twilight, Prédictions, RED, Resident Evil: Afterlife, The Eagle ou encore Priest. Son service de distribution cherche sans cesse à étendre sa présence sur le marché en investissant et gérant des salles de cinéma de plus en plus fréquentées, souvent situées dans les centres commerciaux, dans des villes comme Pékin, Shenzhen et Nanjing. Un partenariat exclusif est également signé avec l'entreprise chinoise de divertissement China Film Group.
Le 29 août 2012, Mark King, professeur en psychologie à Hong Kong, déclarait dans le magasin Forbes que le roulement du personnel chez DMG Entertainment était très élevé. D'après un de leurs anciens dirigeants, les salaires y sont très généreux : « Seuls Disney ou Warner Bros. payent comme ça ! ».

### 2012-2015: Une ambition à l'international
En 2012, Marvel Studios choisit l'entreprise chinoise, qui possédait déjà des bureaux à Los Angeles, pour coproduire Iron Man 3 et distribuer le film dans l'empire du Milieu. Le 29 mars 2013, Walt Disney Pictures annonce que le film Iron Man 3, coproduction de Marvel Studios et DMG Entertainment, sera diffusé en Chine avec des scènes supplémentaires pour le public local.
Le 9 mars 2015, l'entreprise annonce qu'elle vient de prendre pour un montant en huit chiffres (USD) du capital dans Valiant Entertainment, car elle envisage le financement de productions cinématographiques pour un montant à neuf chiffres de films de super-héros du catalogue Valiant Comics, avec comme objectif une distribution simultanément aux États-Unis et en Chine.

## Productions

### Films chinois en coproduction
- 2009 : The Founding of a Republic de Huang Jianxin et de Han Sanping
- 2010 : Go Lala Go! de Xu Jinglei
- 2011 : Beginning of the Great Revival de Huang Jianxin et de Han Sanping
- 2011 : Love You You de Jingle Ma
- 2012 : Repeat I Love You de Yuen-Leung Poon

### Films internationaux en coproduction
- 2012 : Looper de Rian Johnson
- 2013 : Iron Man 3 de Shane Black
- 2014 : Transcendance de Wally Pfister
- 2015 : Collide (Autobahn) d'Eran Creevy
- 2015 : Point Break d'Ericson Core

## Distributions

### Films internationaux en Chine
- 2008 : Twilight, chapitre I : Fascination de Catherine Hardwicke
- 2009 : Prédictions d'Alex Proyas
- 2010 : Kiss and Kill de Robert Luketic
- 2010 : Red de Robert Schwentke
- 2011 : Resident Evil: Afterlife de Paul W. S. Anderson
- 2011 : L'Aigle de la Neuvième Légion de Kevin Macdonald
- 2011 : Priest de Scott Charles Stewart
- 2012 : Looper de Rian Johnson
- 2012 : L'Aube rouge de Dan Bradley
- 2013 : Iron Man 3 de Shane Black
- 2014 : Transcendance de Wally Pfister

### Box-Office Chinois
| Année | Film          | Réalisateur   | Date de sortie    | Box-Office en Chine |
| ----- | ------------- | ------------- | ----------------- | ------------------- |
| 2012  | Looper        | Rian Johnson  | 28 septembre 2012 | 3 787 564 entrées   |
| 2013  | Iron Man 3    | Shane Black   | 1er mai 2013      | 17 702 699 entrées  |
| 2014  | Transcendance | Wally Pfister | 18 avril 2014     | 3 199 683 entrées   |